# 2019년 팬아메리칸 게임 축구
2019년 팬아메리칸 게임 축구 종목은 페루의 리마에서 7월 25일에서 8월 9일까지 개최되는 축구 대회이다.

## 메달 수상자
| 종목        | 금 | 은 | 동 |
| ----------- | -- | -- | -- |
| 남자 자세히 |    |    |    |
| 여자 자세히 |    |    |    |

## 예선

### 남자
| 대회                                  | 일정                 | 개최지 | 진출권 | 진출팀                                       |
| ------------------------------------- | -------------------- | ------ | ------ | -------------------------------------------- |
| 개최국                                | 빈칸                 | 빈칸   | 1      | 페루                                         |
| 2019년 CONMEBOL U-20 축구 선수권 대회 | 1월 17일 ~ 2월 10일  | 칠레   | 3      | 에콰도르 · 아르헨티나 · 우루과이             |
| 2018년 CONCACAF U-20 축구 선수권 대회 | 11월 1일 ~ 11월 21일 | 미국   | 4      | 미국 · 파나마 · 자메이카 · 온두라스 · 멕시코 |
| 합계                                  |                      |        | 8      |                                              |

- 남아메리카 지역 대표 참가 자격은 2019년 CONMEBOL U-20 축구 선수권 대회에서 우승, 준우승, 3위를 차지한 팀에게 부여되었다.
- 북아메리카 지역 대표 참가 자격은 2018년 CONCACAF U-20 축구 선수권 대회에 참가한 북아메리카 축구 연맹, 중앙아메리카 축구 연맹, 카리브 축구 연맹 소속 회원국 중에서 성적이 가장 높은 팀에게 출전권이 부여되었으며 4번째 팀은 북중미카리브 축구 연맹의 결정에 따라 부여되었다. 미국이 2019년 팬아메리칸 게임 축구에 불참함에 따라 멕시코가 참가 자격을 승계받았다.

### 여자
| 대회                                  | 일정                 | 개최지 | 진출권 | 진출팀                                                  |
| ------------------------------------- | -------------------- | ------ | ------ | ------------------------------------------------------- |
| 개최국                                | 빈칸                 | 빈칸   | 1      | 페루                                                    |
| 2018년 코파 아메리카 페메니나         | 4월 4일 ~ 4월 22일   | 칠레   | 3      | 아르헨티나 · 콜롬비아 · 파라과이                        |
| 2018년 CONCACAF 여자 축구 선수권 대회 | 10월 4일 ~ 10월 17일 | 미국   | 4      | 미국 · 자메이카 · 파나마 · 캐나다 · 코스타리카 · 멕시코 |
| 합계                                  |                      |        | 8      |                                                         |

- 남아메리카 지역 대표 참가 자격은 2018년 코파 아메리카 페메니나에서 3위, 4위, 5위를 차지한 팀에게 부여되었다.
- 북아메리카 지역 대표 참가 자격은 2018년 CONCACAF 여자 축구 선수권 대회에 참가한 북아메리카 축구 연맹, 중앙아메리카 축구 연맹, 카리브 축구 연맹 소속 회원국 중에서 성적이 가장 높은 팀에게 출전권이 부여되었으며 4번째 팀은 북중미카리브 축구 연맹의 결정에 따라 부여되었다. 미국, 캐나다가 2019년 FIFA 여자 월드컵에 초점을 맞추기 위해 2019년 팬아메리칸 게임 축구에 불참함에 따라 멕시코, 코스타리카가 참가 자격을 승계받았다.

## 같이 보기
- 2020년 하계 올림픽 축구